# 皮埃尔·J·梅杰拉克
皮埃尔·J·梅杰拉克（1982年—）马耳他作家。梅杰拉克的首部小说集《雨中等你》出版于2009年2月，受到好评。他的第二部短篇小说集《何夜令君言》出版于2011年6月，并获得2014年欧盟文学奖。梅杰拉克的不少作品已被译为英语、法语、加泰罗尼亚语、葡萄牙语、阿拉伯语、西班牙语以及意大利语等多种语言。他的长篇小说《南风》已被搬上荧幕。1999-2005年间，梅杰拉克在新闻生涯中两度获马耳他记者奖。他曾任BBC特约记者，也为马耳他日报写专栏文章，同时也在电台工作。2004年赴卢森堡的欧盟出版社任职，后来又在布鲁塞尔做了六年的翻译工作。梅杰拉克的作品涉及儿童文学、小说等多种类型。先后获得马耳他文学奖、马耳他国家图书（三次）、词海欧洲短篇小说奖及欧盟文学奖。

## 作品列表
- Trab Abjad (白屑, 1999) — 儿童文学
- Meta Nstabu l-Anġli (寻得天使时, 2002) — 儿童文学
- Riħ Isfel (南风, 2007) — 长篇小说
- Qed Nistenniek Nieżla max-Xita (雨中等你, 2009) — 短篇小说集
- Dak li l-Lejl Iħallik Tgħid (何夜令君言, 2011) — 短篇小说集

- Stejjer mill-Bibbja (圣经故事, 2003)改编作品
- Enċiklopedija għat-Tfal (少儿百科全书, 2005)
- Il-Ħajja ta' Ġesú' (基督的故事, 2009)